# Талас (селище, Байзацький район)
Тала́с (каз. Талас) — станційне селище у складі Байзацького району Жамбильської області Казахстану. Входить до складу Костюбинського сільського округу.
Населення — 507 осіб (2021; 1147 у 2009, 522 у 1999, 986 у 1989).